# Nathaniel Lammons
Nathaniel Lammons, né le 12 août 1993 à Arlington, est un joueur de tennis américain, professionnel depuis 2016.
Il a remporté dix titres en double sur le circuit ATP.

## Carrière
Nathaniel Lammons a joué pour les Mustangs de SMU entre 2012 et 2016, année où il obtient un diplôme en ingénierie mécanique. Spécialiste du double depuis 2018, il fait notamment équipe à ses débuts avec Alex Lawson puis Robert Galloway. Associé à ce dernier, il s'impose sur les Challenger de Newport Beach et New Haven en 2019. En 2021, il reçoit une invitation pour disputer l'US Open avec Jackson Withrow. Ils écartent les n°1 mondiaux Mate Pavić et Nikola Mektić au premier tour.
Nathaniel Lammons remporte son premier titre ATP en double en 2022 au tournoi de San Diego avec son compatriote Jackson Withrow. La semaine suivante, il remporte un second titre à Séoul avec Raven Klaasen. 
En 2023, avec Jackson Withrow, il atteint trois finales en janvier et février, puis s'impose en juillet à Newport et Atlanta, en août à Winston-Salem et en octobre à Astana. Les deux Américains atteignent également les quarts de finale à Wimbledon et à l'US Open.
En 2024, le binôme remporte les tournois de Bois-le-Duc, d'Atlanta, de Washington et de Winston-Salem.

## Palmarès

### Titres en double messieurs
| No | Date       | Nom et lieu du tournoi                       | Catégorie | Dotation    | Surface      | Partenaire      | Finalistes                                   | Score             |          |
| -- | ---------- | -------------------------------------------- | --------- | ----------- | ------------ | --------------- | -------------------------------------------- | ----------------- | -------- |
| 1  | 19-09-2022 | San Diego Open San Diego                     | ATP 250   | 612 000 $   | Dur (ext.)   | Jackson Withrow | Jason Kubler Luke Saville                    | 7-65, 6-2         | Parcours |
| 2  | 26-09-2022 | Eugene Korea Open Tennis Championships Séoul | ATP 250   | 1 117 930 $ | Dur (ext.)   | Raven Klaasen   | Nicolás Barrientos Miguel Ángel Reyes-Varela | 6-1, 7-5          | Parcours |
| 3  | 17-07-2023 | Infosys Hall of Fame Open Newport (RI)       | ATP 250   | 642 735 $   | Gazon (ext.) | Jackson Withrow | William Blumberg Max Purcell                 | 6-3, 5-7, [10-5]  | Parcours |
| 4  | 24-07-2023 | Atlanta Open Atlanta                         | ATP 250   | 737 170 $   | Dur (ext.)   | Jackson Withrow | Max Purcell Jordan Thompson                  | 7-63, 7-64        | Parcours |
| 5  | 20-08-2023 | Winston-Salem Open Winston-Salem             | ATP 250   | 760 930 $   | Dur (ext.)   | Jackson Withrow | Lloyd Glasspool Neal Skupski                 | 6-3, 6-4          | Parcours |
| 6  | 27-09-2023 | Astana Open Astana                           | ATP 250   | 1 017 850 $ | Dur (int.)   | Jackson Withrow | Mate Pavić John Peers                        | 7-64, 7-67        | Parcours |
| 7  | 10-06-2024 | Libéma Open Bois-le-Duc                      | ATP 250   | 690 135 €   | Gazon (ext.) | Jackson Withrow | Wesley Koolhof Nikola Mektić                 | 7-65, 7-63        | Parcours |
| 8  | 22-07-2024 | Atlanta Open Atlanta                         | ATP 250   | 756 020 $   | Dur (ext.)   | Jackson Withrow | André Göransson Sem Verbeek                  | 4-6, 6-4, [12-10] | Parcours |
| 9  | 29-07-2024 | Mubadala Citi DC Open Washington             | ATP 500   | 2 100 230 $ | Dur (ext.)   | Jackson Withrow | Rafael Matos Marcelo Melo                    | 7-5, 6-3          | Parcours |
| 10 | 18-08-2024 | Winston-Salem Open Winston-Salem             | ATP 250   | 779 780 $   | Dur (ext.)   | Jackson Withrow | Julian Cash Robert Galloway                  | 6-4, 6-3          | Parcours |

### Finales en double messieurs
| No | Date       | Nom et lieu du tournoi                               | Catégorie | Dotation    | Surface      | Vainqueurs                         | Partenaire      | Score             |          |
| -- | ---------- | ---------------------------------------------------- | --------- | ----------- | ------------ | ---------------------------------- | --------------- | ----------------- | -------- |
| 1  | 21-02-2022 | Chile Dove Men+Care Open Santiago                    | ATP 250   | 475 960 $   | Terre (ext.) | Rafael Matos Felipe Meligeni Alves | André Göransson | 7-68, 7-63        | Parcours |
| 2  | 10-10-2022 | Gijon Open Gijón                                     | ATP 250   | 612 000 €   | Dur (int.)   | Máximo González Andrés Molteni     | Jackson Withrow | 6-7, 7-64, [10-5] | Parcours |
| 3  | 09-01-2023 | ASB Classic Auckland                                 | ATP 250   | 642 735 $   | Dur (ext.)   | Nikola Mektić Mate Pavić           | Jackson Withrow | 6-4, 65-7, [10-6] | Parcours |
| 4  | 06-02-2023 | Dallas Open Dallas                                   | ATP 250   | 737 170 $   | Dur (int.)   | Jamie Murray Michael Venus         | Jackson Withrow | 1-6, 7-64, [10-7] | Parcours |
| 5  | 27-02-2023 | Abierto Mexicano Telcel presentado por HSBC Acapulco | ATP 500   | 2 013 940 $ | Dur (ext.)   | Alexander Erler Lucas Miedler      | Jackson Withrow | 7-69, 7-63        | Parcours |
| 6  | 20-09-2023 | Huafa Properties Zhuhai Championships Zhuhai         | ATP 250   | 981 785 $   | Dur (ext.)   | Jamie Murray Michael Venus         | Jackson Withrow | 6-4, 6-4          | Parcours |
| 7  | 23-10-2023 | Erste Bank Open Vienne                               | ATP 500   | 2 409 835 € | Dur (int.)   | Rajeev Ram Joe Salisbury           | Jackson Withrow | 6-4, 5-7, [12-10] | Parcours |

## Parcours dans les tournois duGrand Chelem

### En double messieurs
| Année | Open d'Australie                                                                       | Open d'Australie                                                                             | Internationaux de France                                                            | Internationaux de France                                                           | Wimbledon                                                                    | Wimbledon                                                                       | US Open                                                                              | US Open |
| ----- | -------------------------------------------------------------------------------------- | -------------------------------------------------------------------------------------------- | ----------------------------------------------------------------------------------- | ---------------------------------------------------------------------------------- | ---------------------------------------------------------------------------- | ------------------------------------------------------------------------------- | ------------------------------------------------------------------------------------ | ------- |
| 2018  | —                                                                                      | —                                                                                            | —                                                                                   | —                                                                                  | —                                                                            | —                                                                               | 2e tour (1/16) R. Galloway \|\| style="text-align:left;" \| Ivan Dodig M. Granollers |         |
| 2019  | —                                                                                      | —                                                                                            | —                                                                                   | —                                                                                  | —                                                                            | —                                                                               | 1er tour (1/32) R. Galloway \|\| style="text-align:left;" \| J. Murray N. Skupski    |         |
| 2020  | —                                                                                      | —                                                                                            | —                                                                                   | —                                                                                  | Annulé                                                                       | Annulé                                                                          | 1er tour (1/16) N. Monroe \|\| style="text-align:left;" \| J. Peers M. Venus         |         |
| 2021  | —                                                                                      | —                                                                                            | —                                                                                   | —                                                                                  | 1er tour (1/32) J. Withrow \|\| style="text-align:left;" \| Ł. Kubot M. Melo | 2e tour (1/16) J. Withrow \|\| style="text-align:left;" \| R. Berankis B. Paire |                                                                                      |         |
| 2022  | 2e tour (1/16) J. Withrow \|\| style="text-align:left;" \| J. Kubler C. O'Connell      | 1er tour (1/32) K. Majchrzak \|\| style="text-align:left;" \| A. Bublik T. Kokkinakis        | 1er tour (1/32) M. González \|\| style="text-align:left;" \| F. Martin Hugo Nys     | 2e tour (1/16) J. Withrow \|\| style="text-align:left;" \| W. Koolhof Neal Skupski |                                                                              |                                                                                 |                                                                                      |         |
| 2023  | 1er tour (1/32) J. Withrow \|\| style="text-align:left;" \| L. Glasspool H. Heliövaara | 1er tour (1/32) J. Withrow \|\| style="text-align:left;" \| A. Nedovyesov M. Á. Reyes-Varela | 1/4 de finale J. Withrow \|\| style="text-align:left;" \| M. Granollers H. Zeballos | 1/4 de finale J. Withrow \|\| style="text-align:left;" \| R. Bopanna M. Ebden      |                                                                              |                                                                                 |                                                                                      |         |
| 2024  | 1/8 de finale J. Withrow \|\| style="text-align:left;" \| M. González A. Molteni       | 1er tour (1/32) J. Withrow \|\| style="text-align:left;" \| M. Guinard G. Jacq               | 1/8 de finale J. Withrow \|\| style="text-align:left;" \| K. Krawietz Tim Pütz      |                                                                                    |                                                                              |                                                                                 |                                                                                      |         |

N.B. : le nom du partenaire se trouve sous le résultat ; les noms des ultimes adversaires se trouvent à droite.

### En double mixte
| Année | Open d'Australie                                                                  | Open d'Australie                                                                           | Internationaux de France                                                          | Internationaux de France                                                         | Wimbledon                                                                       | Wimbledon | US Open                                                                                 | US Open |
| ----- | --------------------------------------------------------------------------------- | ------------------------------------------------------------------------------------------ | --------------------------------------------------------------------------------- | -------------------------------------------------------------------------------- | ------------------------------------------------------------------------------- | --------- | --------------------------------------------------------------------------------------- | ------- |
| 2021  | —                                                                                 | —                                                                                          | —                                                                                 | —                                                                                | —                                                                               | —         | 1er tour (1/16) S. Santamaria \|\| style="text-align:left;" \| N. Podoroska M. González |         |
|       |                                                                                   |                                                                                            |                                                                                   |                                                                                  |                                                                                 |           |                                                                                         |         |
| 2023  | —                                                                                 | —                                                                                          | 1/2 finale G. Dabrowski \|\| style="text-align:left;" \| B. Andreescu M. Venus    | 1er tour (1/16) G. Olmos \|\| style="text-align:left;" \| H. Watson J. Salisbury | 1er tour (1/16) G. Dabrowski \|\| style="text-align:left;" \| D. Schuurs H. Nys |           |                                                                                         |         |
| 2024  | 1/4 de finale G. Dabrowski \|\| style="text-align:left;" \| O. Gadecki M. Polmans | 1/8 de finale E. Shibahara \|\| style="text-align:left;" \| L. Siegemund É. Roger-Vasselin | 1/4 de finale E. Shibahara \|\| style="text-align:left;" \| U. Eikeri M. González | —                                                                                | —                                                                               |           |                                                                                         |         |
| 2025  | —                                                                                 | —                                                                                          | —                                                                                 | —                                                                                | 2e tour (1/8) A. Panova \|\| style="text-align:left;" \| D. Krawczyk N. Skupski | —         | —                                                                                       |         |

N.B. : le nom de la partenaire se trouve sous le résultat ; les noms des ultimes adversaires se trouvent à droite.

## Classements ATP en fin de saison
| Année          | 2015 | 2016 | 2017 | 2018 | 2019 | 2020 | 2021 | 2022 | 2023 |
| Rang en simple | 1997 | 1007 | 1290 | 1367 | –    | –    | 1252 | –    | –    |
| Rang en double | –    | 762  | 202  | 130  | 94   | 100  | 86   | 46   | 27   |

Source : (en) Classements de Nathaniel Lammons sur le site officiel de la Fédération internationale de tennis